# Just Scheu
Just Scheu, né le 22 février 1903 à Mayence et décédé le 8 août 1956 à Bad Mergentheim est un acteur, scénariste, compositeur, librettiste, parolier, metteur en scène et scénographe allemand. Après 1945, il est un auteur et speaker célèbre de la Nordwestdeutscher Rundfunk.

## Biographie
Après son abitur Juste Scheu étudie la philosophie à Francfort. Très vite il est attiré par le théâtre. Il suit une formation d'acteur. Parallèlement, il écrit des chansons et des textes, notamment pour Willy Berking et Michael Jary. Il a compose également de la musique.
Son premier engagement en tant qu'acteur est au Kurtheater de Bad Orb. Il joue aussi à Eisenach, Halle, Cottbus, Bremerhaven et Kiel. Le couronnement de sa carrière d'acteur est un engagement au Théâtre d'Etat de Prusse à Berlin, où il reste jusqu'en 1945. En outre, on lui confie de nombreux rôles dans des longs métrages. En tant qu'auteur, il écrit en 1940 le livre Stunde X – Mit Panzern in Polen und Flandern hervor. En 1943, il participe au film Titanic, interdit par Joseph Goebbels en raison de la situation de guerre. Dans la phase finale de la Seconde Guerre mondiale, Goebbels l'inscrit en août 1944 dans sa liste des acteurs dont il avait besoin pour ses films de propagande. Scheu échappe ainsi à l'armée et évite d'être envoyé au front.
Après la guerre, Scheu commence une nouvelle carrière à la Radio de Francfort, précurseur de la Hessischer Rundfunk. En 1947, il anime la première émission de jeu allemande en 1947 : « Quitte ou double». Le succès est si grand que les  autres stations de radio le copient. Quand le Reichsmark est remplacé par le Deutsche Mark, il crée à la Nordwestdeutscher Rundfunk, la première « loterie radiophonique » allemande, elle aussi adoptée par d'autres stations. Pendant six ans, il anime le spectacle avec beaucoup d'esprit et d'humour. Les recettes sont versées à des œuvres de charité.
Auteur prolifique, il travaille avec l'écrivain Ernst Nebhut, d'abord dans des pièces radiophoniques. Ensuite ils écrivent plusieurs comédies musicales et opérettes. Scheu participe au livret et en compose la musique. Parmi ses grands succès, citons Der Mann im Zylinder, Ein Engel namens Schmitt, Pariser Geschichten et Die schöne Lügnerin, adaptée en 1959 au cinéma avec Romy Schneider dans le rôle principal.
Juste Scheu meurt inopinément à l'âge de 53 ans à Bad Mergentheim des suites d'une appendicectomie.

## Œuvres principales

### Filmographie comme acteur (sélection)
- 1937: Die gläserne Kugel
- 1938: Lauter Lügen
- 1939: Salonwagen E 417
- 1940: Friedrich Schiller – Triumph eines Genies
- 1941: Friedemann Bach
- 1941: Ich klage an (1941)|Ich klage an
- 1942: Der große König
- 1942 : Un grand amour (Die große Liebe) de Rolf Hansen
- 1943: Damals
- 1943: Großstadtmelodie
- 1945: Das seltsame Fräulein Sylvia
- 1945: Der Mann im Sattel
- 1945: Das kleine Hofkonzert
- 1950: Export in Blond
- 1950: Der Schatten des Herrn Monitor

### Scénarios
- 1950: Der Schatten des Herrn Monitor
- 1950: Mädchen mit Beziehungen
- 1951: Der Teufel führt Regie
- 1951: Kommen Sie am Ersten
- 1951: Königin einer Nacht
- 1952: Meine Frau macht Dummheiten
- 1953: Keine Angst vor großen Tieren
- 1953: Einmal kehr’ ich wieder
- 1953: Die Privatsekretärin
- 1959: Die schöne Lügnerin

### Œuvres scéniques musicales
- Ein guter Jahrgang (pièce musicale en 3 actes)
- 66 oder Die Preußen kommen (comédie musicale en 3 actes)
- Ein Engel namens Schmitt (comédie musicale en 3 actes)
- Der Mann mit dem Zylinder (comédie musicale en 3 actes)
- Pariser Geschichten (comédie musicale en 3 actes)
- Die schöne Lügnerin (comédie musicale en 3 actes)

### Livrets pour d'autres compositeurs
- Königin einer Nacht, opérette en 3 actes de Will Meisel, 1943, Berlin
- Blumen für Gloria, opérette en 3 actes de Ralph Maria Siegel, 1949, Augsbourg
- Geliebte Manuela, opérette en 5 tableaux Fred Raymond,1951, Mannheim

### Lieder et chansons
- Wir lagen vor Madagaskar
- Eine Kutsche voller Mädels
- Weißt du, dass du schön bist
- Vagabundenlied
- Der Zauber von Paris
- Du hast mir gerade noch zu meinem Glück gefehlt
- Der Angler

## Sources
- (de) Cet article est partiellement ou en totalité issu de l’article de Wikipédia en allemand intitulé « Just Scheu » (voir la liste des auteurs).